# Skrócik
Skrócik (Hololepta plana) – gatunek chrząszcza z rodziny gnilikowatych. Ma równoległoboczny, spłaszczony kształt. Imagines osiągają długość 5,5–7,5 mm (od przedniego brzegu przedplecza do końca propygidium). Barwa czarna, nogi jaśniejsze od pokryw, czułki brunatnoczerwone. Występuje pod korą drzew, najczęściej topól. Gatunek palearktyczny, występuje w niemal całej Polsce, ale jest rzadko znajdowany.